# Nishinomiya-jinja

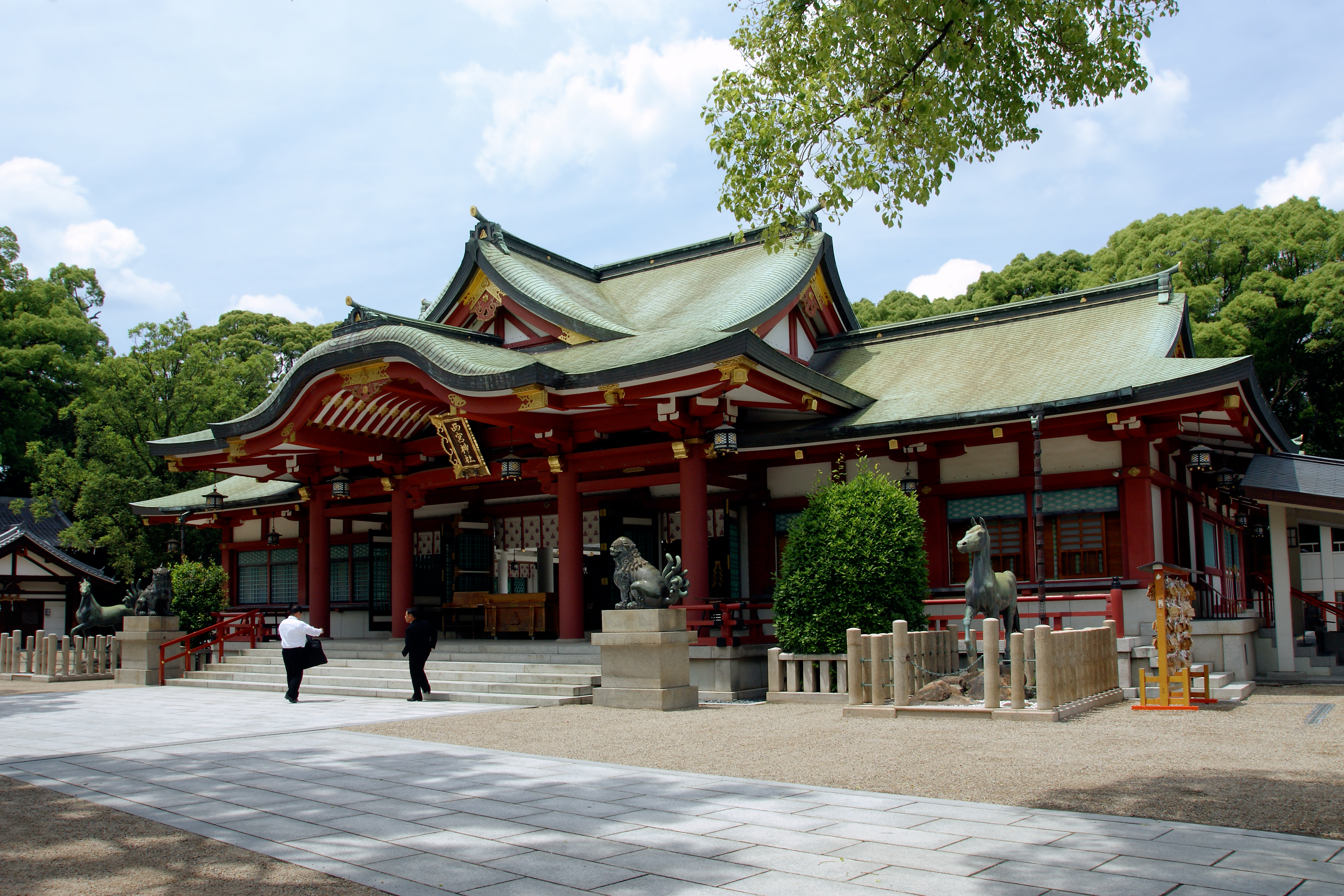
Haiden.

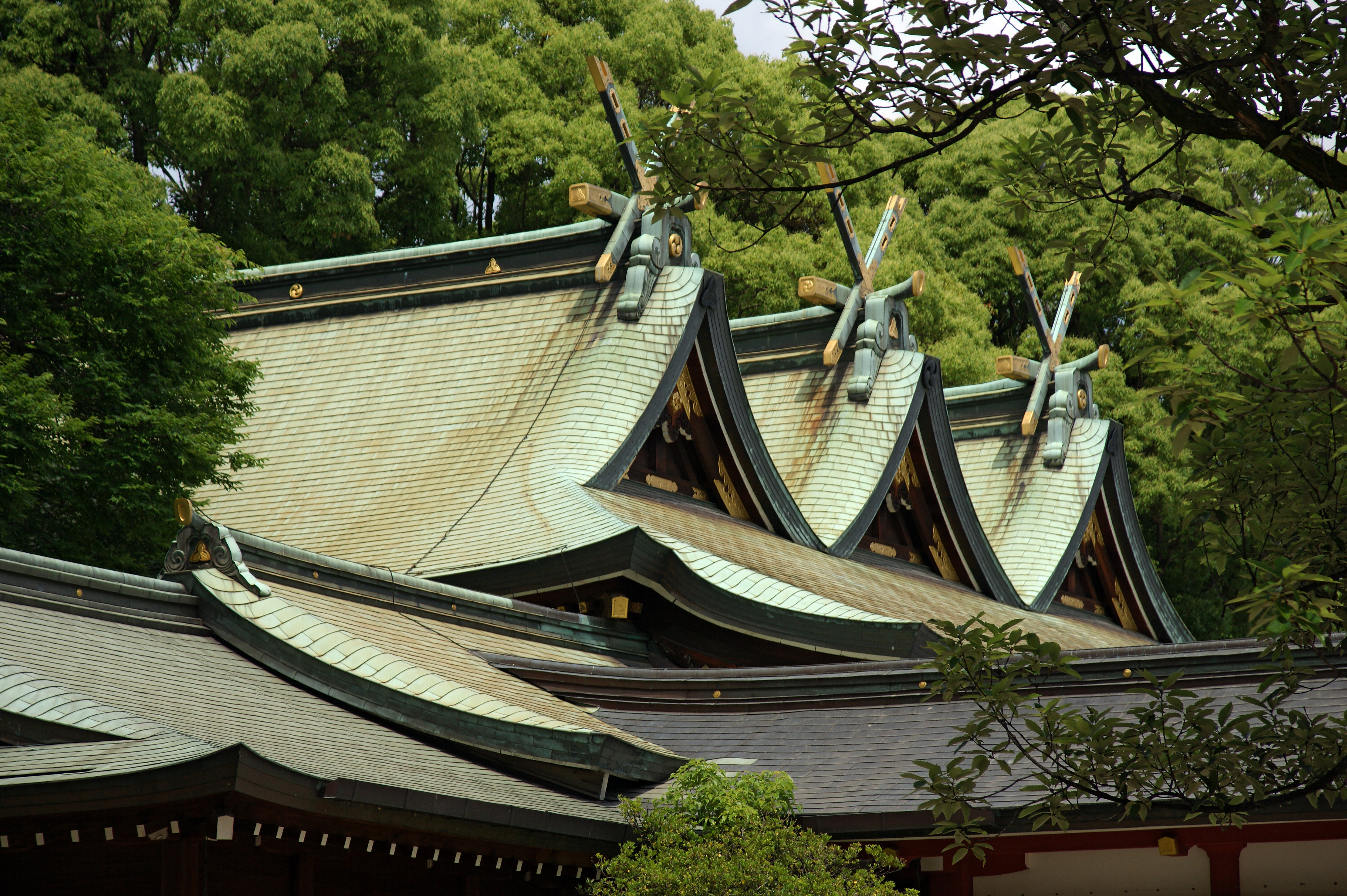
Honden.

Le Nishinomiya-jinja (西宮神社) est un sanctuaire shinto situé à Nishinomiya dans la préfecture de Hyōgo au Japon. Il s'agit du sanctuaire principal de la secte shinto Ebisu qui passe pour en posséder environ 3 500. Les habitants de Nishinomiya appellent le sanctuaire « Ebessan ». Il est célèbre pour son festival Tōka Ebisu organisé tous les 10 janvier. La course du « chanceux » est particulière à ce festival. Depuis l'époque d'Edo, les participants se réunissent devant la porte principale du sanctuaire avant 6 h le 10 janvier. À 6 h, le tambour du Nishinomiya-jinja se fait entendre, les portes sont ouvertes et la foule s'élance à 230 m du bâtiment principal. Les trois premiers arrivants reçoivent le titre de « chanceux » et de ces trois le champion est connu sous le nom de « plus chanceux ». La course attire plus de 6 000 participants.

## Objets du culte
Le Nishinomiya-jinja possède trois petits sanctuaires intérieurs dans lesquels sont vénérés un ou deux kamis. Dans le premier sanctuaire est vénéré Nishinomiya-Ōkami, ou Ebisu-no-mikoto, c'est-à-dire Ebisu. Les kamis du deuxième sanctuaire sont Amaterasu-Ōmikami et Ōkuninushi. Le troisième sanctuaire est consacré à Susanoono-Mikoto.

## Histoire
La date de fondation du sanctuaire n'est pas clairement connue. Il est cependant établi qu'il est déjà installé sur ce site sous le nom d'« Ebisu-sha » et qu'il attire de nombreux fidèles durant l'époque de Heian. Pendant de nombreux siècles, il est connu sous le nom de « Nangu-sha » (« sanctuaire du Sud ») en référence à son statut de sanctuaire branche du Hirota-jinja qui se trouve à son nord dans la ville de Nishinomiya. Le sanctuaire de Nishinomiya lui-même entretient une relation similaire avec le Koshikiiwa-jinja, parfois appelé « Kita no Ebisu », ce qui signifie «  Ebisu du nord ».

## Accès
- Gare de Nishinomiya de la ligne principale Hanshin
- Gare de Nishinomiya de la ligne JR Kōbe